# Augusto Pérez Garmendia
Augusto Pérez Garmendia était un commandant espagnol et dirigeant militaire des forces républicaines pendant la guerre civile espagnole.

## Biographie
Lors du coup d'État de 1936 il devient chef de l'état-major général de l'armée républicaine espagnole à Saint-Sébastien.
Le gouverneur civil du Guipuscoa le supplié de rester au Pays basque. L'armée de Saint-Sébastien manquait l'arme, le 21 juillet il organise une expédition de 60 véhicules vers les ravitailler. Il espérait pouvoir compter sur des unités d'artillerie et d'ingénieurs pour rejoindre l'expédition mais ils se révoltèrent sous le commandement du lieutenant-colonel José Vallespín Cobián. 
Après avoir rassemblé une colonne d'infanterie à Arrasate et se rendit à Eibar rassembler le plus de volontaires et retourner à Saint-Sébastien. 
Les forces loyales du gouvernement républicain ont organisé une nouvelle expédition à Vitoria-Gasteiz depuis Bilbao.
Il entra à Saint-Sébastien le 22 juillet, rétablissant l'ordre le 23 après avoir saisi les bâtiments occupés par les insurgés. Par la suite, la colonne est allée à l'avant de Oiartzun, durant la bataille il est blessé, il est capturé le 28 juillet et transféré à Pampelune où il est mort plusieurs jours plus tard de la gangrène dû à ses blessures non traitées.